# 奧澤爾諾伊火山

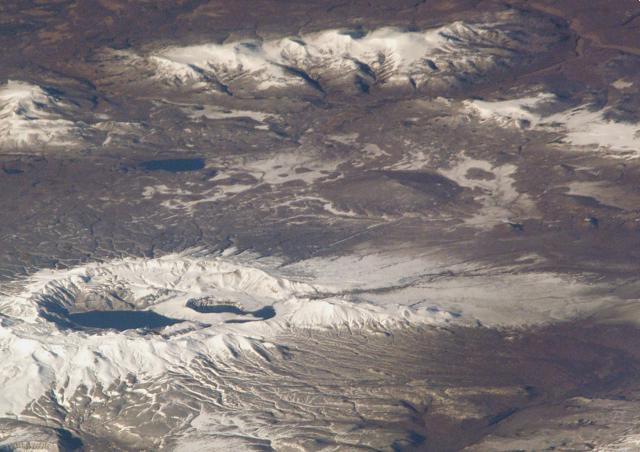
奥泽尔诺伊火山（中央偏右）与克苏达奇火山口（左下），拍摄于2002年，NASA提供，公共领域。

奧澤爾諾伊火山是俄羅斯的火山，位於堪察加半島南部，毗鄰克蘇達奇火山，海拔高度562米，山體由玄武岩組成，最近一次火山噴發在全新世發生。